# Sarcoglottis riocontensis
Sarcoglottis riocontensis är en orkidéart som beskrevs av E.C.Smidt och Antonio Luiz Vieira Toscano. Sarcoglottis riocontensis ingår i släktet Sarcoglottis och familjen orkidéer. Inga underarter finns listade i Catalogue of Life.